# Horizontina

Horizontina este un oraș în Rio Grande do Sul (RS), Brazilia.